# Il racconto intorno a sir Thopas

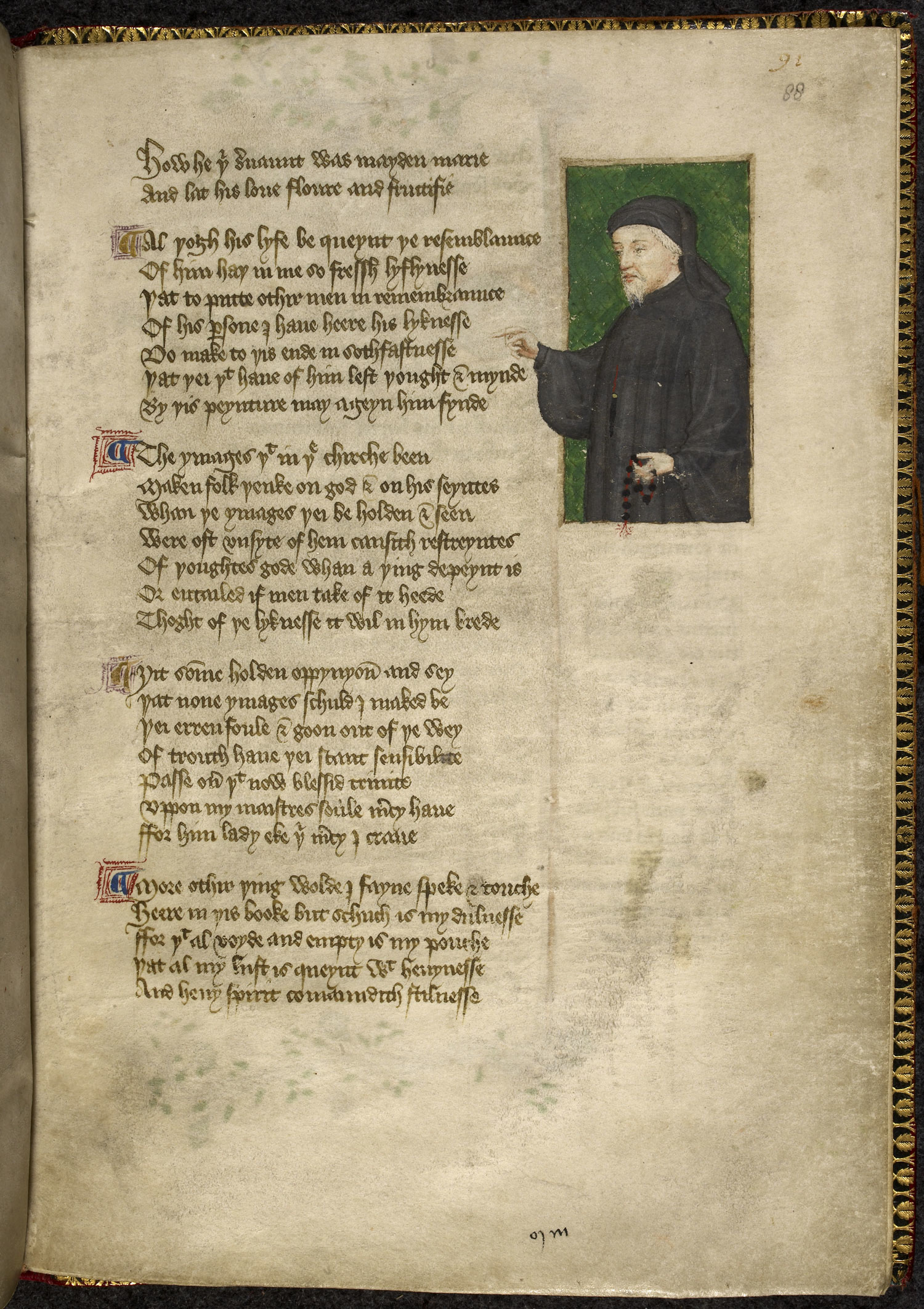
Lo stesso Geoffrey Chaucer si fa personaggio e narratore interno della propria opera per Il racconto intorno a sir Thopas

Il racconto intorno a sir Thopas (Sir Thopas) è la diciassettesima novella scritta da Geoffrey Chaucer ne I racconti di Canterbury. Insieme al successivo Racconto intorno a Malibeo, il Sir Thopas è una delle due novelle che all'interno della raccolta vengono narrate dallo stesso Chaucer, che si fa personaggio della propria opera.

## Trama

### Prologo
I pellegrini sono stati sfidati dall'oste della locanda a una gara di racconti, il cui vincitore potrà godere di un pasto gratuito durante il viaggio di ritorno da Canterbury. Dopo il miracolo della vergine narrato dalla madre priora, l'oste, Harry Bailly, esorta Chaucer a raccontare la storia di un mito, ma il viaggiatore ammette di non conoscere alcuna novella se non un poema imparato molto prima.

### Il racconto
Sir Thopas è un nobile cavaliere nato nella Fiandre e distintosi per il prodigioso talento nella caccia. Egli brama la regina degli elfi, ma la sua ricerca viene bruscamente fermata dal gigante sir Olifaunt. Proprio mentre Chaucer si accinge a descrivere la lotta tra il cavaliere e il titanico rivale, l'oste interrompe il racconto.

## Commento
La novella è una parodia delle storie di cavalieri tanto popolari durante il Medioevo. Chaucer si fa beffe delle convenzioni del genere e della metrica, che il poeta imita per evidenziarne la monotonia e scarso valore letterario. Il nome del cavaliere sir Thopas, descritto lungamente all'inizio del racconto, significa "topazio" in inglese, ad evidenziare il fatto che questo tipo di racconti sono comuni e privi di valore proprio come questo tipo di gemma . Allo stesso modo, le Fiandre, sede di tante avventure nei poemi cavallereschi medievali, erano note ai tempi di Chaucer per le più prosaiche attività mercantili.
Lo stesso Harry Balley, l'oste, sembra non apprezzare questo tipo di racconti, tanto che interrompe Chaucer prima che raggiunga il climax della sua narrazione. Nel XVIII secolo fu Thomas Warton per primo ad evidenziare l'ironia (e l'auto-ironia) dell'autore, che non solo scrive una parodia del genere cavalleresco, ma ironizza anche su se stesso rappresentandosi come goffo, poco fantasioso e come un uomo la cui cultura nozionistica supera di grand lungo l'esperienza diretta del mondo.